# Martin Eckart Pfannschmidt

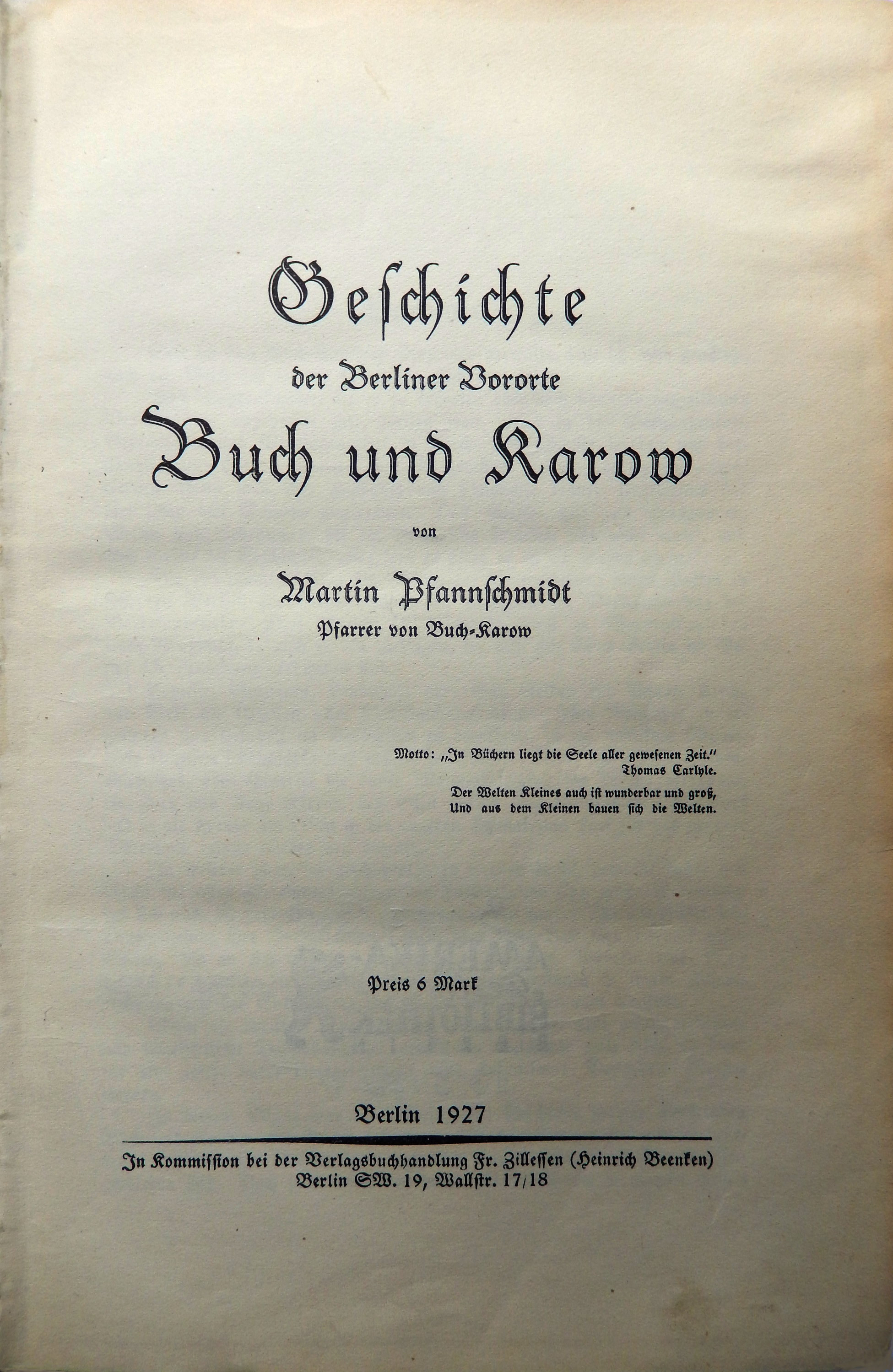
Martin Pfannschmidt: Geschichte der Berliner Vororte Buch und Karow

Martin Eckart Pfannschmidt (* 23. November 1861 in Berlin; † 1947 ebenda) war ein evangelisch-lutherischer Pfarrer und Berliner Heimatforscher.

## Leben
Der Sohn des Malers Carl Gottfried Pfannschmidt besuchte das Gymnasium in Berlin und studierte Evangelische Theologie an der Friedrich-Wilhelms-Universität zu Berlin, der Königlichen Universität zu Greifswald und der Friedrich-Alexander-Universität zu Erlangen. Er nahm das Band des Berliner, Greifswalder und Erlanger Wingolf auf. Nach seiner Ordination am 20. Juli 1890 erhielt er seine erste Pfarrstelle in Terpt (heute ein Ortsteil von Luckau). Im Jahr 1897 wechselte er als Oberpfarrer nach Lübbenau. Von 1913 bis 1933 war Martin Pfannschmidt Pfarrer der Gemeinde Buch-Karow. Hier im Nordosten der Hauptstadt betätigte er sich auch als Heimatforscher. 1935 nahm er am Lutherischen Tag in Hannover teil, bei dem sich die lutherischen Kräfte innerhalb der Bekennenden Kirche versammelten. Im Ruhestand lebte er in Gohfeld bei Löhne.

## Ehrungen
In Berlin-Karow, Quartier Neu-Karow I – Chronistenviertel wurde am 13. Februar 1996 die Pfannschmidtstraße nach ihm benannt.

## Schriften
- D. Carl Gottfried Pfannschmidt. Ein deutsches Künstlerleben. J. F. Steinkopf, Stuttgart 1896.
- Geschichte der Berliner Vororte Buch und Karow. Verlagsbuchhandlung Fr. Zillessen, Berlin Dezember 1927 (es gibt einen Nachdruck von 1994).